# Bombardement de Gao
Pour les articles homonymes, voir Bataille de Gao.
Guerre du Mali
Batailles
Le bombardement de Gao se déroule au début de l'intervention militaire au Mali.

## Déroulement
Le matin du dimanche 13 janvier 2013, 4 avions de chasse Rafale de la BA 113 décollent de Saint-Dizier et s'envolent vers le Mali, accompagnés de leurs ravitailleurs. Sur les quatre Rafale, deux sont équipés d'A2SM et les deux autres de GBU-12. 
Les appareils survolent le Maroc et la Mauritanie afin d'éviter l'Algérie, ils sont ravitaillés à trois reprises en carburant lors du trajet, la première fois au-dessus de l'Espagne, puis de la Mauritanie et à l'entrée du Mali. Environ six heures après le décollage, les cibles situées dans les environs de Gao sont bombardées par les Rafale. Les frappes durent environ 40 minutes, au total douze GBU-12 et neuf A2SM sont largués. 
Selon le ministre français de la Défense Jean-Yves Le Drian, « des camps d'entraînement, des infrastructures et des dépôts logistiques constituant les bases arrière des groupes terroristes » sont détruits lors de cette mission. Les Rafale poursuivent ensuite leur vol vers l'est pendant environ deux heures et atterrissent vers 16h30 sur la base aérienne de N'Djamena,. 
Les islamistes, surpris par ce premier bombardement, subissent des pertes particulièrement lourdes. Selon des habitants, plus de 60 jihadistes sont tués dans la ville de Gao, ainsi que dans les bases situées dans sa périphérie. Les jihadistes trouvent refuge dans les maisons des civils, ils n'en ressortent qu'une fois la nuit tombée et emportent les corps de leurs camarades.

## Pertes
Selon le témoignage d'une source sécuritaire régionale, « c'est surtout au camp militaire de Gao qu'il y a eu des morts. Les islamistes ont été surpris en pleine réunion. Il y a eu beaucoup de morts. » Un autre témoignage d'un responsable régional de la sécurité affirme que « le bilan est lourd dans le camp des islamistes. Ils ont perdu énormément en logistique et des hommes. Le chiffre de 60 victimes n'est pas du tout exagéré à Gao. Le bilan est même certainement plus élevé. »
Selon des témoignages d'habitants, il n'y a aucune perte en vie humaine au sein de la population civile à Gao. Les habitants manifestent leur joie et pillent le commissariat de Gao. Le camp Firhoun et le camp de Bourem ont été touchés par les frappes, le camp de la Douane est entièrement détruit. Le même jour, l'aviation française bombarde également une base d'Ansar Dine à Aghabo, à une cinquantaine de kilomètres de Kidal.